# Cebula (Beskid Śląski)
Cebula (1036 m) – szczyt w paśmie Glinnego w Beskidzie Śląskim. Znajduje się w nim między szczytem Glinnego a Halą Radziechowską.
W północno-wschodnim kierunku z Cebuli biegnie grzbiet ze szczytem Solisko. Zachodnie stoki Cebuli opadają do doliny jednego z cieków potoku Bystra, na północny wschód opada z Cebuli niski grzbiet oddzielający doliny potoków Twardorzeczka i Przybędza. Góra jest porośnięta lasem, tylko tuż pod szczytem znajduje się Polana Cebula. W całości znajduje się w granicach wsi Przybędza w województwie śląskim, w powiecie żywieckim w gminie Radziechowy-Wieprz.

## Szlaki
Sam szczyt znajduje się poza szlakiem, ale w jego pobliżu przebiega Główny Szlak Beskidzki.
500 metrów od szlaku znajduje się skrzyżowanie czerwonego głównego Szlaku Beskidzkiego z niebieskim prowadzącym z Radziechów na Halę Radziechowską.

## Przypisy

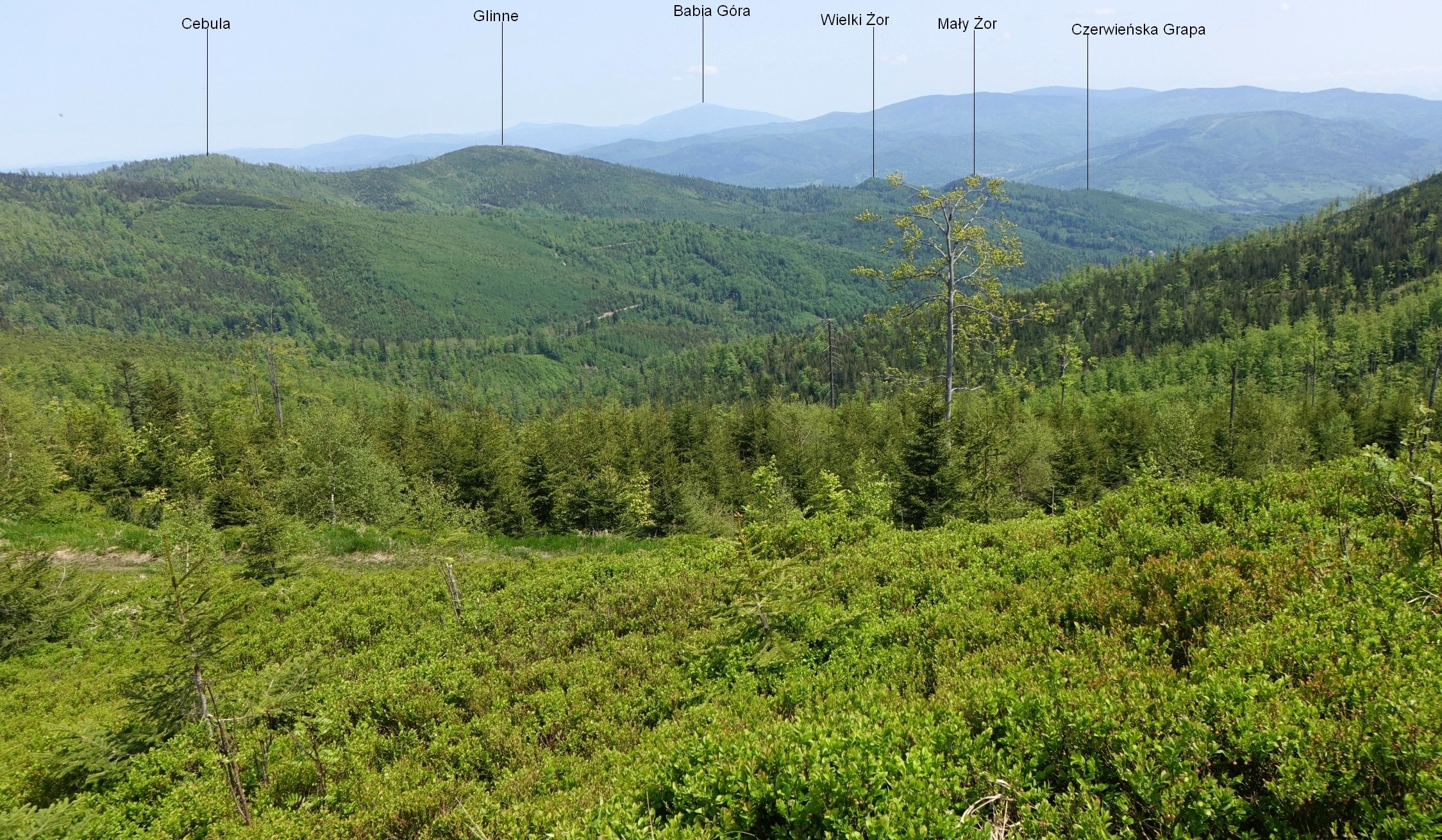
Widok z Przełęczy nad Roztocznym